# 杜普蘭鎮區 (密西根州)
杜普蘭鎮區（英語：Duplain Township）是位於美國密西根州克林頓縣的一個行政鎮區。

## 地方資料
杜普蘭鎮區的面積為91.71平方千米，當中陸地面積為90.96平方千米，而水域面積為0.75平方千米。根據2020年美國人口普查的數據，當地共有人口2303人，而人口密度為每平方千米25.11人。